# رتق جريبي

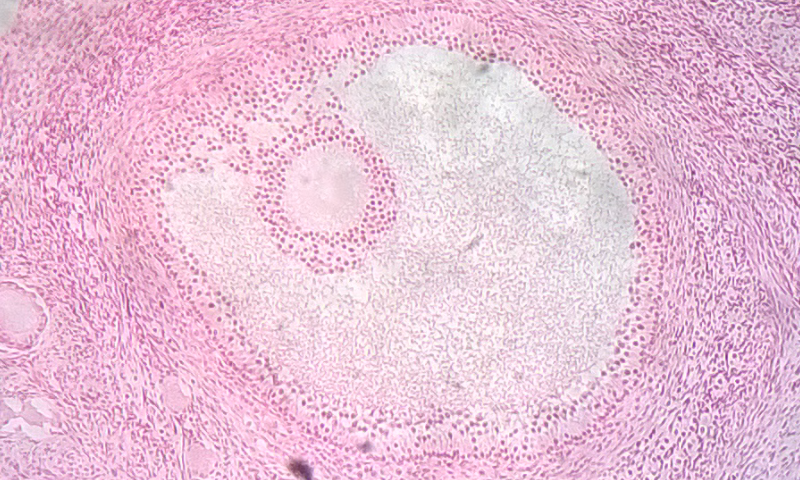
منظر نسيجي لجريب المبيض. تقع البيضة داخل الحلقة الأصغر.

رتق الجريب يشير إلى العملية التي تفشل فيها جريب المبيض في النمو، مما يمنعها من الإباضة وإطلاق بويضة. وهو تطور طبيعي يحدث بشكل طبيعي مع تقدم مبايض الثدييات في العمر. تخضع حوالي 1٪ من جُريبات الثدييات في المبايض للإباضة، وتمر النسبة المتبقية البالغة 99٪ من الجُريبات برتق جريبي أثناء دوراتها عبر مراحل النمو. باختصار، رتق الجريب هو عملية تؤدي إلى فقدان الجُريبات وفقدان الخلايا البيضية، وأي اضطراب أو فقدان لوظائف هذه العملية يمكن أن يؤدي إلى العديد من الحالات الأخرى.

## الخلفية
المبيضان هما موقع نمو وتحلل جريبات المبيض التي تفرز الهرمونات والخلايا البيضية. الخلايا البيضية هي بيض غير ناضج وتحيط بها خلايا حبيبية وخلايا قرابية داخلية وخارجية. تكون الخلايا البيضية قادرة بعد ذلك على النضوج داخل الجريب من خلال الانقسام الاختزالي. في البشر الذين لديهم مبايض، تحدث هذه العملية باستمرار، حيث يولدون بعدد محدود من الجريبات (بين 500,000 و 1,000,000 جريب)، ويخضع حوالي 99٪ من الجريبات للرتق. جريب واحد فقط سيكون ناضجًا بدرجة كافية لإطلاق بويضة وقد يُخصب. عادة ما ينضج حوالي 20 جريبًا كل شهر ولكن جريب واحد هو الذي يكمل عملية النضوج؛ يصبح الجريب الذي تُطلق البويضة منه الجسم الأصفر. الجسم الأصفر هو المرحلة الأخيرة من دورة حياة جريبات المبيض. يلعب دورًا مهمًا في إفراز هرمون الاستروجين والبروجستيرون لإعداد الجسم للحمل. إذا لم يحدث الحمل، سيختفي ويتحول إلى ما يعرف بالجسم الأبيض. لوحظ أن هذه الآلية مهمة في تنظيم والحفاظ على نظام تناسلي صحي في الثدييات.

### سن اليأس
يحدث الرتق الجريبي طوال جميع مراحل نمو الجريبات، حتى يُستنفذ مخزون الجريبات بالكامل. يحدث استنفاد مخزون الجريبات عند انقطاع الطمث، والذي يكون عادةً في سن 51 تقريبًا لدى البشر ذوي المبايض. الانخفاض الكبير في مستويات هرمون الاستروجين والبروجستيرون الذي يميز انقطاع الطمث ناتج عن الرتق الجريبي. يؤدي تحلل الجريبات إلى منعها من إطلاق هرمونات مثل الاستروجين. تنخفض مستويات البروجستيرون أيضًا أثناء انقطاع الطمث لأنه بدون أي جريبات، لا يوجد تطور للجسم الأصفر، وهو المصدر الرئيسي لمستويات البروجستيرون المنتشرة في الدورة الدموية لدى البشر.

## الآلية
الرتق هو عملية موت خلوي مبرمج معقدة، تخضع للسيطرة الهرمونية وتعتمد بشكل أساسي على موت الخلايا الحبيبية. يُثبط الرتق الجريبي بواسطة الهرمون المنبه للحوصلة (FSH)، الذي يعزز نمو الجريبات. بمجرد أن يتطور الجريب، فإنه يفرز هرمون الاستروجين، الذي يقلل إفرازات FSH بمستوياته العالية. يعتبر موت الخلايا الحبيبية الآلية الأساسية للرتق الجريبي، وقد ارتبط بخمسة أنظمة من الروابط والمستقبلات المشاركة في موت الخلايا:
- عامل نخر الورم ألفا (TNF alpha) ومستقبلاته
- رابط ومستقبلات فاس (Fas)[16]
- الرابط المحفز للاستماتة المرتبط بعامل نخر الورم (TRAIL؛ يُعرف أيضًا باسم APO-2) ومستقبلاته
- رابط ومستقبلات APO-3
- رابط ومستقبلات PFG-5

يُعزز موت الخلايا الحبيبية بواسطة عامل نخر الورم ألفا (TNFα)، على الرغم من أن آلية حدوث ذلك غير واضحة.
المستضد فاس (Fas)، وهو بروتين مستقبل سطح الخلية، يُعبر عنه على الخلايا الحبيبية، يتوسط الإشارات التي تحفز موت الخلايا المبرمج عن طريق الارتباط برابط فاس وبالتالي يلعب دورًا مهمًا في رتق الجريبات. رُبط نقص نظام رابط فاس/مستقبل فاس وظيفي بتطور غير طبيعي للجريبات، وزيادة أعداد الجريبات الثانوية نتيجة لعدم القدرة على تحفيز موت الخلايا المبرمج.يحفز الرابط المحفز لموت الخلايا المبرمج المرتبط بعامل نخر الورم (TRAIL) الكاسبيز3، الذي بدوره يتفاعل مع الكاسبيزات 6 و7 و8 و9 و10 لتحفيز موت الخلايا المبرمج في الخلايا الحبيبية.
بالإضافة إلى ذلك، قد يعمل بروتينان مثبطان داخل الخلايا، وهما البروتين المثبط الخلوي الشبيه بـ(كاسبيز8) بالشكل القصير (cFLIPS) والشكل الطويل (cFLIPL)، اللذان يُعبر عنهما بقوة في الخلايا الحبيبية، كعوامل مضادة لموت الخلايا المبرمج.دُرس الهرمون المضاد لمولر (AMH) ليكون منظمًا رئيسيًا في المبايض لدى البشر يثبط رتق الجريبات. لقد ثبت أن الهرمون المضاد لمولر يقلل من نمو الجريبات ويقترح تنظيمه التصاعدي مسارًا فيزيولوجيًا مرضيًا محتملاً في متلازمة تكيس المبايض. باستخدام مقارنات غير مباشرة لاشتقاق هذه الفرضية، فإن استكشاف مجموعات مختلفة من المرضى مثل الأفراد الذين يعانون من متلازمة تكيس المبايض يساعد في دعم الفرضية القائلة بأن الهرمون المضاد لمولر قد يكون منظمًا رئيسيًا في تثبيط رتق الجريبات.
لقد اُقترح أن المستويات المعززة من أكسيد النيتروجين في الفئران يمكن أن تمنع رتق جريب المبيض، في حين أن المستويات المنخفضة لها تأثير معاكس.

## التشكل

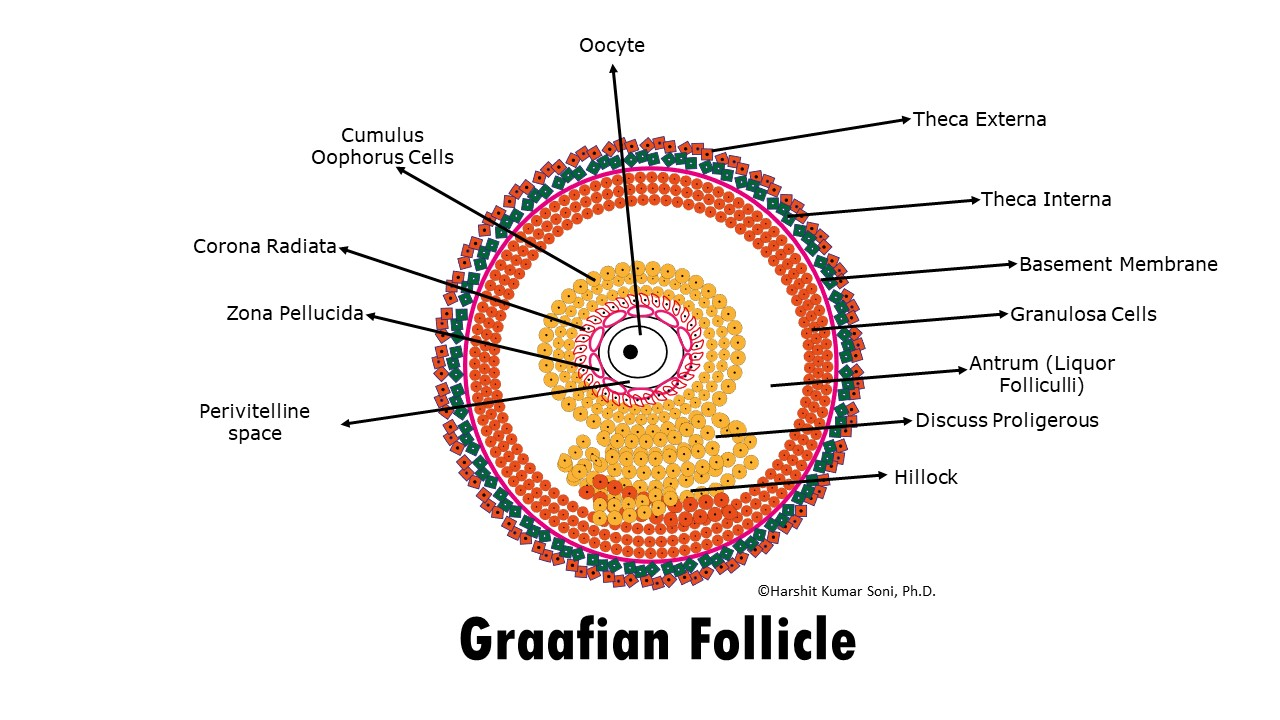
طبقات من جريب المبيض الناضج قبل التبويض مباشرة.

من خلال دراسة أبقار الألبان، حُدد شكلين من رتق الجريبات: غاري وقاعدي.

### غاري
يتميز رتق الجريبات الغاري بموت الخلايا المبرمج للخلايا الحبيبية داخل الطبقات الغارية من الغشاء الحبيبي وأحيانًا داخل الغار نفسه. خلال هذه العملية، يمكن ملاحظة وجود نوى متصلبة في الطبقات الغارية من الغشاء. يضمن موت الخلايا المبرمج إزالة الجريب دون إثارة استجابة التهابية. لا يسبب رتق الجريبات الغاري أي ضرر للخلايا الحبيبية القاعدية. غالبًا ما يُعتبر هذا النوع من رتق الجريبات الشكل الكلاسيكي والأكثر شيوعًا. في معظم الأنواع، يحدث طوال تطور الجريبات ويُرى عالميًا في الجريبات الكبيرة (قطرها> 5 مم).

### قاعدي
يتميز الرتق الجريبي القاعدي بتدمير الخلايا الحبيبية في الطبقة القاعدية من الغشاء الحبيبي. غالبًا ما لوحظ وجود البلاعم (الخلايا البلعمية الكبيرة)، التي تخترق الصفيحة القاعدية خلال هذا النوع من الرتق الجريبي. تبتلع هذه البلاعم الخلايا الحبيبية القاعدية. يمكن أيضًا ملاحظة زيادة ترسب الكولاجين في الطبقة القرابية من الجريب. لا يتسبب الرتق الجريبي القاعدي في أي ضرر للخلايا الحبيبية الجريبية الغارية. لوحظ هذا الشكل من الرتق الجريبي فقط في الجريبات الصغيرة للأبقار الحلوب (قطرها أقل من 5 مم)، ولم يُبلغ عنه في أي أنواع أخرى.

## الأمراض ذات الصلة
يُعتبر الخضوع لعملية رتق الجريبات ضروريًا للحفاظ على نظام تناسلي صحي لدى الثدييات. تُبَيِّضُ مَبايِضُ الثدييات حوالي 1% من الجريبات، وقد تخضع الجريبات المتبقية لعملية رتق الجريبات أثناء دورات نموها. ومع ذلك، يمكن أن تؤدي الاضطرابات في تنظيم تكسير الجريبات وتكوينها إلى أمراض مختلفة:

### الفشل المبكر للمبيض
فشل المبيض المبكر (POF) (ويسمى أيضًا نقص قصور المبيض المبكر) هو فقدان وظيفة المبيض قبل سن الأربعين بسبب خلل في الجريبات مثل الرتق الجريبي المتسارع. قد يظهر القصور المبكر للمبيض بخصائص وأعراض مثل فقدان الحيض لمدة 4 أشهر على الأقل وزيادة تركيز الهرمون المنشط للحوصلة في الدم (أكبر من أو يساوي 40 وحدة دولية / لتر). قد يكون هناك العديد من أسباب القصور المبكر للمبيض، تتراوح من الاضطرابات الوراثية إلى الجراحة والعلاج الإشعاعي والتعرض للمواد السامة البيئية. يمثل الرتق الجريبي المتسارع الناتج عن عيوب الكروموسومات والجينوم ما يصل إلى نصف جميع حالات القصور المبكر للمبيض. على سبيل المثال، رُبطت متلازمة الصبغي X الهش ومتلازمة تيرنر والأمراض الجسدية المختلفة مثل الجالاكتوزيمية بنقص الجريبات. كما وجد أن التدخين يزيد من الرتق الجريبي ويؤدي إلى القصور المبكر للمبيض. تشمل بعض الآثار قصيرة المدى للقصور المبكر للمبيض الهبات الساخنة وعدم انتظام ضربات القلب/خفقان القلب والتعرق الليلي وأعراض الجهاز البولي التناسلي والصداع. بعض العواقب الأكثر طويلة الأجل للقصور المبكر للمبيض هي هشاشة العظام والعقم وأمراض القلب والأوعية الدموية واحتمال الوفاة المبكرة.

### تكيسات جُرَيب المبيض
عندما يفشل جُرَيب المبيض في الخضوع للرتق وإطلاق بويضة، فإنه يمكن أن ينمو ليشكل كيسًا. قد يكون هذا بسبب الإفراط في إنتاج الهرمون المنشط للحوصلة أو عدم كفاية إمداد الهرمون الملوتن (LH). معظم التكيسات الجُرَيبية غير ضارة وتزول من تلقاء نفسها في غضون عدة أشهر. ومع ذلك، في حالات نادرة، ينمو الكيس ليصبح كبيرًا جدًا (أكبر من 7 سم)، أو يسبب ألمًا في البطن، أو يتمزق، وفي هذه الحالة قد تكون هناك حاجة إلى مسكنات للألم أو جراحة طارئة. إذا استمر الكيس لأكثر من بضعة أشهر، فقد يوصي الطبيب بالإزالة الجراحية أو إجراء اختبارات لتحديد ما إذا كان سرطانيًا. الموجات فوق الصوتية هي طريقة شائعة لتصوير الكيس لتحديد العلاج.

### سرطان المبيض
يُعد سرطان المبيض منتشرًا للغاية بين النساء ويؤدي إلى العديد من الوفيات في الولايات المتحدة. نظرًا لأن الهرمون المنشط للحوصلة يثبط رتق الجريبات، فإن الإفراط في إنتاج هذا الهرمون يمكن أن يؤدي إلى تكوين مفرط للجريبات وزيادة خطر الإصابة بسرطان المبيض. رُبط عدم القدرة على تنظيم موت الخلايا الحبيبية الخاضع للبرمجة والخضوع لرتق الجريبات، بسبب الإفراط في التعبير عن بعض الجينات، بتطور بعض أنواع السرطانات المرتبطة بالهرمونات (مثل أورام الخلايا الحبيبية) والمقاومة للعلاج الكيميائي في نماذج الفئران.
وفقًا لنظرية موجهات الغدد التناسلية، يُفترض أيضًا أن نضوب الجريبات المرتبط برتق الجريبات المستمر هو سبب محتمل لسرطان المبيض، بسبب زيادة موجهات الغدد التناسلية في الدم. يؤدي ذلك إلى بيئة التهابية تعزز دوران الخلايا وتطور الأورام. يتميز سرطان المبيض ببعض الأعراض العامة مثل الانتفاخ أو التورم في البطن، وألم الحوض، وأعراض الجهاز الهضمي (مثل فقدان الشهية والغثيان والإمساك وفقدان الوزن غير المتوقع). يُبلغ العديد من الأشخاص الذين شُخصت إصابتهم بسرطان المبيض أيضًا عن شعورهم بالشبع بسرعة كبيرة، ويعاني الكثير منهم من شعور بانتفاخ مستمر غير متوقع في بطونهم.

### متلازمة المبيض المتعدد الكيسات
تؤثر متلازمة المبيض المتعدد الكيسات، أو PCOS، على 6-12٪ من النساء في سن الإنجاب في الولايات المتحدة، وهي أحد الأسباب الشائعة للعقم عند المرأة. آلية متلازمة المبيض المتعدد الكيسات غير معروفة، ولكنها متعددة العوامل. لوحظ أن بعض الجينات المرتبطة بإنتاج الهرمونات الستيرويدية والأندروجينية قد تساهم في تطور المرض لدى الأفراد، والعوامل البيئية مثل مقاومة الأنسولين والسمنة، وانتقال الجينات من الأقارب من الدرجة الأولى.
يعتمد تشخيص متلازمة المبيض المتعدد الكيسات على استيفاء معيارين من المعايير السريرية الثلاثة بناءً على معايير روتردام: انعدام الإباضة المزمن (لا تُطلق البويضة من المبيض أثناء الدورة الشهرية)، فرط الأندروجينية (زيادة مستويات هرمونات الأندروجين، مثل التستوستيرون)، وعدد كبير من تكيسات المبيض. تشمل أعراض وخصائص متلازمة المبيض المتعدد الكيسات عدم انتظام الدورة الشهرية أو غيابها، زيادة شعر الجسم أو ترقق الشعر، زيادة الوزن، حب الشباب.
ترتبط متلازمة المبيض المتعدد الكيسات بأمراض أيضية أخرى مصاحبة. أحد أهم هذه الأمراض هو السمنة ومقاومة الأنسولين. هذا ذو أهمية كبيرة عند تقييم علاج وإدارة متلازمة المبيض المتعدد الكيسات. تشمل عوامل الخطر الأخرى عوامل خطر الإصابة بأمراض القلب والأوعية الدموية التقليدية مثل عسر شحميات الدم وارتفاع ضغط الدم.
تشمل الإدارة والعلاج غير الدوائي لمتلازمة المبيض المتعدد الكيسات التدخل الغذائي. في حين أنه لا يوجد نظام غذائي مثالي واحد أو نظام غذائي متفوق، نظرًا لأن هذا المرض فردي للغاية، فقد ثبت أن الأنظمة الغذائية التي تؤثر على فقدان الوزن ومقاومة الأنسولين تحسن الوظيفة الإنجابية. تشمل أمثلة هذه الأنظمة الغذائية نظام داش الغذائي (النهج الغذائي لوقف ارتفاع ضغط الدم) والنظام الغذائي الكيتوني. ومع ذلك، من المهم استشارة أخصائي طبي قبل البدء في نظام غذائي كهذا للتأكد من سلامته.
قد يُوصى بالإدارة الدوائية لأولئك الذين يعانون من حالات مرضية مصاحبة، مثل السمنة وداء السكري من النوع الثاني وما إلى ذلك. تقترح الإرشادات إمكانية استخدام موانع الحمل الفموية مع الميتفورمين (دواء مضاد لمرض السكري)، و/أو عوامل مضادة للأندروجين. نظرًا لأن متلازمة المبيض المتعدد الكيسات حالة فردية للغاية، فإن إدارة وأهداف كل فرد ستبدو مختلفة.